# ピニョール

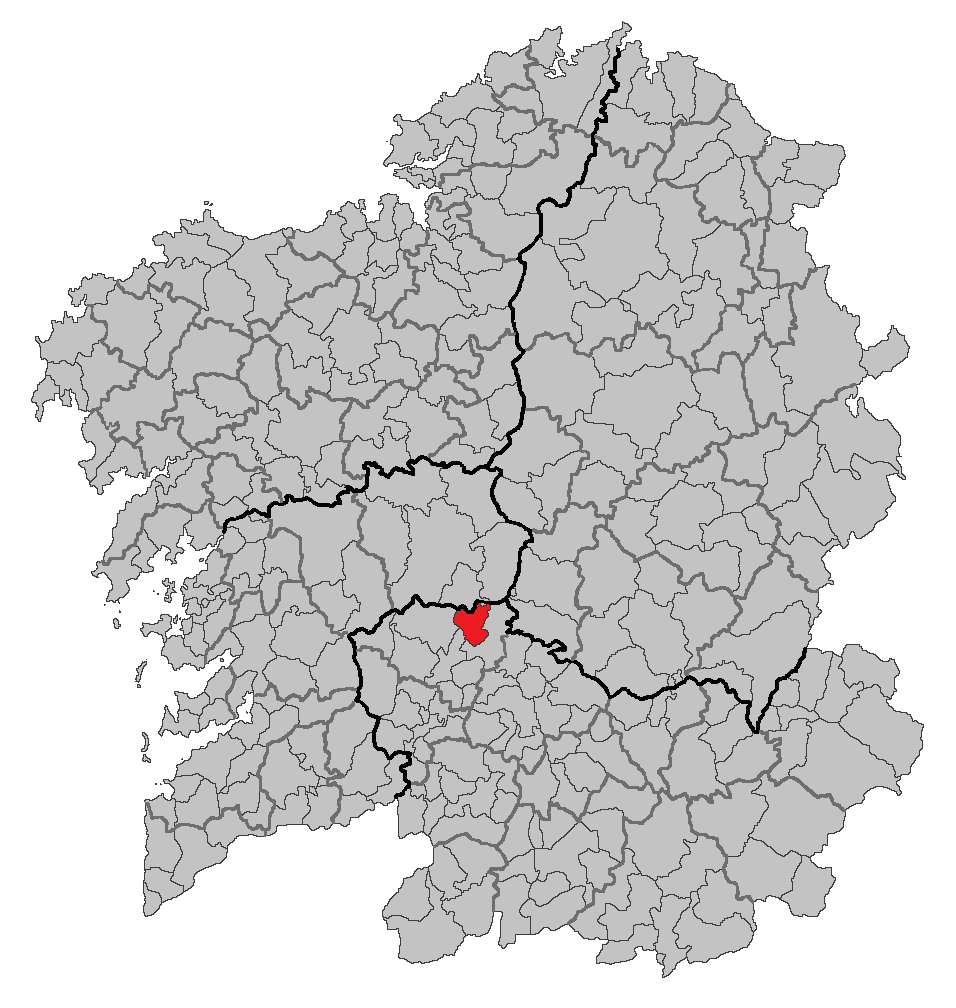

ピニョール（Piñor）は、スペイン、ガリシア州、オウレンセ県の自治体、コマルカ・ド・カルバジーニョに属する。スペイン国立統計局によれば2010年の人口は1,386人（2009年：1,401人、2004年：1,505人、2003年：1,527人）。住民呼称は、男女同形のpiñorense。
ガリシア語話者の自治体人口に占める割合は99.28％（2001年）。

## 地理
ピニョールはオウレンセ県の北西部に位置し、コマルカ・ド・カルバジーニョに属する。隣接する自治体は、北がドソンとロデイロ（両自治体ともポンテベドラ県）、東から南がサン・クリストーボ・デ・セア、西がオ・カルバジーニョとオ・イリーショである。自治体中心地区はバラン教区のピニョール地区

### 人口
| ピニョールの人口推移 1900－2010                         |
|                                                         |
| 出典:INE（スペイン国立統計局）1900年 - 1991年、1996年 - |

## 政治
自治体首長はガリシア社会党（PSdeG-PSOE）のフランシスコ・ホセ・フラガ・シベイラ（Francisco José Fraga Cibeira）、自治体評議員は、ガリシア社会党：5、ガリシア国民党（PPdeG）：3、ガリシア民族主義ブロック（BNG）：1となっている（2007年の自治体選挙の結果、得票順）。 

## 教区
ピニョールは7の教区に分けられている。太字は自治体中心地区のある教区。
- バラン（サン・ショアン）
- ア・カンダ（サン・マメーデ）
- カルバジェーダ（サンタ・マリーア）
- コイラス（サン・ショアン）
- ア・コルナ（サンタ・マリーア・ド・デステーロ）
- ロエーダ（サン・パイオ）
- トルセーラ（サンティアーゴ）